# Repaking
Repaking is een bestuurslaag in het regentschap Boyolali van de provincie Midden-Java, Indonesië. Repaking telt 4912 inwoners (volkstelling 2010).